# Casta invencible
Casta invencible es una película basada en la novela Sometimes a Great Notion de Ken Kesey. Obtuvo dos nominaciones a los Oscar, al mejor actor de reparto (Richard Jaeckel), y a la mejor canción (All His Children).

## Argumento
Hank Stamper (Paul Newman) y su padre Henry Stamper (Henry Fonda) son propietarios de un negocio de tala de árboles. La población sufre una fuerte crisis económica y la gente está furiosa con los Stamper, porque ellos siguen trabajando y vendiendo los árboles que talan. Los otros leñadores quieren obligarles a dejar de trabajar, pero Hank continúa cortando árboles y empuja a sus hermanos a hacer lo mismo. En el seno de la familia, sin embargo, surgen también tensiones.
- Datos: Q1634067